# Odontocerum albicorne
Odontocerum albicorne – gatunek owada z rzędu chruścików i rodziny uwłosicowatych (Odontoceridae). Larwy prowadzą wodny tryb życia.
Gatunek występuje prawie w całej Europie, z wyjątkiem Półwyspu Skandynawskiego, Islandii, południowych Bałkanów, zasiedla strumienie i rzeki (Botosaneanu i Malicky 1978). Limneksen, w jeziorach występować może jedynie przypadkowo i niezwykle rzadko.
Larwy złowione w jeziorze przepływowym wykorzystywanym do celów hydroelektrycznych oraz w jeziorze w Irlandii.